# Agnestadssjön
Agnestadssjön är en cirka 600 m lång näringsrik sjö, eller mer precist en damm, som ligger strax öster om Falköping och ingår i Göta älvs huvudavrinningsområde.
Den skapades 1992 på sank mark väster om gården Agnestad av markägaren, med ekonomiskt stöd från lantbruksnämnden.
Öster om sjön finns ett fågeltorn. Fågellivet är relativt rikt med bland annat häckning av sångsvan, smådopping, gräsand, rödbena och strandskata.

## Galleri

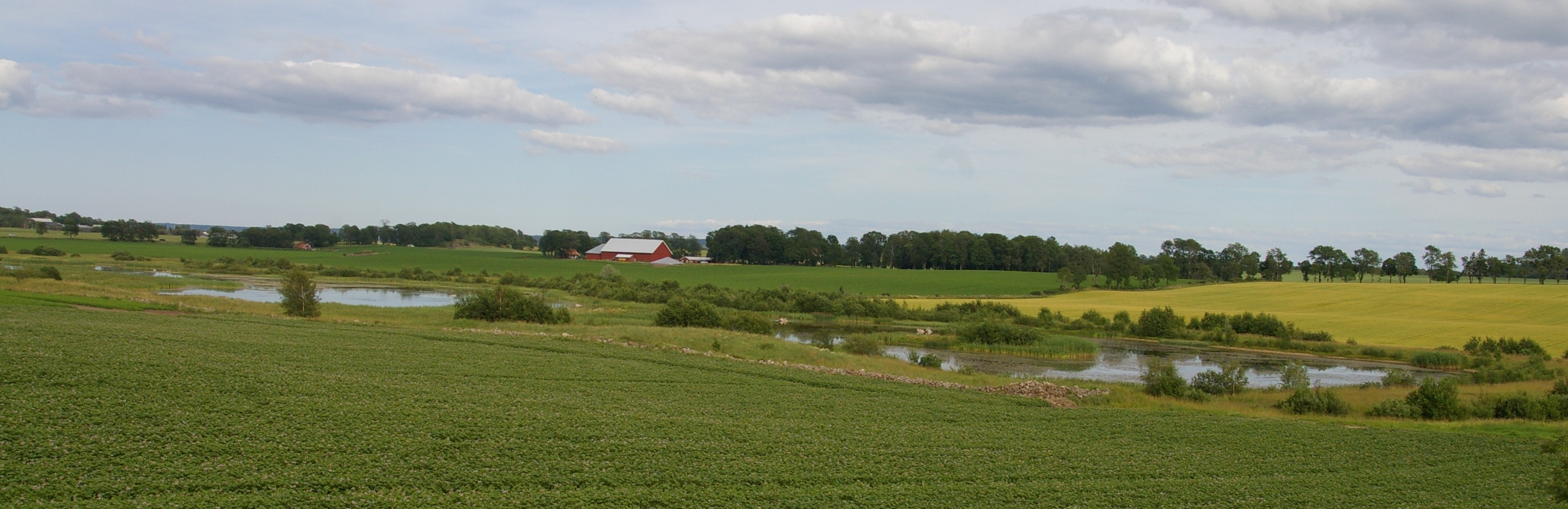
Agnestadsjön och Agnestad gård.